# Муштикла
Муштикла је модни детаљ, танка цев у коју се увлачи цигарета и служи за пушење. У прошлости је најчешће била од сребра, жада или бакелита, док су данашње муштикле углавном замењене савременим пластичним материјалима. Муштикле су сматране за суштински део женске моде, од средине 1910. до раних 1970-их.
Муштикле се праве од најједноставнијих материјала, али се ређе могу наћи направљене и од глеђи, рога, шкољки, или племенитих материјала, као што су амбер или слоновача.